# Swedish Open 2022
Swedish Open 2022 (còn được biết đến với Nordea Open vì lý do tài trợ) là một giải quần vợt chuyên nghiệp thi đấu trên mặt sân đất nện ngoài trời. Giải đấu là một phần của ATP Tour 250 trong ATP Tour 2022 và WTA 125. Giải đấu diễn ra ở Båstad, Thụy Điển, từ ngày 4 đến ngày 9 tháng 7 năm 2022 (nữ), và từ ngày 11 đến ngày 17 tháng 7 năm 2022 (nam). Đây là lần thứ 74 (nam) và lần thứ 12 (nữ) giải đấu được tổ chức.

## Điểm và tiền thưởng

### Phân phối điểm
| Sự kiện | VĐ  | CK  | BK | TK | Vòng 1/16 | Vòng 1/32 | Q  | Q2 | Q1 |
| Đơn nam | 250 | 150 | 90 | 45 | 20        | 0         | 12 | 6  | 0  |
| Đôi nam | 250 | 150 | 90 | 45 | 0         | —         | —  | —  | —  |
| Đơn nữ  | 160 | 95  | 57 | 29 | 15        | 1         | —  | —  | —  |
| Đôi nữ  | 160 | 95  | 57 | 29 | 1         | —         | —  | —  | —  |

### Tiền thưởng
| Sự kiện   | VĐ      | CK      | BK      | TK      | Vòng 1/16 | Vòng 1/321 | Q2     | Q1     |
| Đơn nam   | €85,945 | €45,265 | €24,520 | €13,970 | €8,230    | €4,875     | €2,195 | €1,100 |
| Đôi nam * | €26,110 | €13,730 | €7,440  | €4,260  | €2,490    | —          | —      | —      |
| Đơn nữ    | $20,000 | $11,400 | $6,500  | $4,000  | $2,325    | $1,175     | —      | —      |
| Đôi nữ *  | $5,500  | $2,700  | $1,400  | $750    | $450      | —          | —      | —      |

1 Tiền thưởng vượt qua vòng loại cũng là tiền thưởng vòng 1/32

* mỗi đội

## Nội dung đơn ATP

### Hạt giống
| Quốc gia | Tay vợt               | Xếp hạng1 | Hạt giống |
| -------- | --------------------- | --------- | --------- |
| NOR      | Casper Ruud           | 6         | 1         |
|          | Andrey Rublev         | 8         | 2         |
| ARG      | Diego Schwartzman     | 15        | 3         |
| ESP      | Roberto Bautista Agut | 19        | 4         |
| ESP      | Pablo Carreño Busta   | 20        | 5         |
| GEO      | Nikoloz Basilashvili  | 26        | 6         |
| DEN      | Holger Rune           | 29        | 7         |
| ARG      | Sebastián Báez        | 35        | 8         |

- 1 Bảng xếp hạng vào ngày 27 tháng 6 năm 2022.

### Vận động viên khác
Đặc cách:
- Lorenzo Musetti
- Stan Wawrinka
- Elias Ymer

Bảo toàn thứ hạng:
- Dominic Thiem

Vượt qua vòng loại:
- Federico Delbonis
- Tomás Martín Etcheverry
- Marc-Andrea Hüsler
- Pedro Sousa

Thua cuộc may mắn:
- Fabio Fognini

### Rút lui
- Filip Krajinović → thay thế bởi  Hugo Gaston
- Pedro Martínez → thay thế bởi  Daniel Altmaier
- Alex Molčan → thay thế bởi  Laslo Đere
- Oscar Otte → thay thế bởi  Federico Coria
- Arthur Rinderknech → thay thế bởi  Fabio Fognini

## Nội dung đôi ATP

### Hạt giống
| Quốc gia | Tay vợt        | Quốc gia | Tay vợt              | Xếp hạng1 | Hạt giống |
| -------- | -------------- | -------- | -------------------- | --------- | --------- |
| IND      | Rohan Bopanna  | NED      | Matwé Middelkoop     | 47        | 1         |
| ITA      | Simone Bolelli | ITA      | Fabio Fognini        | 57        | 2         |
| KAZ      | Andrey Golubev | ARG      | Máximo González      | 74        | 3         |
| BRA      | Rafael Matos   | ESP      | David Vega Hernández | 82        | 4         |

- 1 Bảng xếp hạng vào ngày 27 tháng 6 năm 2022.

### Vận động viên khác
Đặc cách:
- Filip Bergevi /  Łukasz Kubot
- Leo Borg /  Elias Ymer

### Rút lui
Trước giải đấu
- Harri Heliövaara /  Emil Ruusuvuori → thay thế bởi  Aslan Karatsev /  Philipp Oswald
- Nikola Ćaćić /  Filip Krajinović → thay thế bởi  Nikola Ćaćić /  Aleksandr Nedovyesov
- Pedro Martínez /  Albert Ramos Viñolas → thay thế bởi  Federico Coria /  Albert Ramos Viñolas
- Kevin Krawietz /  Andreas Mies → thay thế bởi  Francisco Cerúndolo /  Tomás Martín Etcheverry

## Nội dung đơn WTA

### Hạt giống
| Quốc gia | Tay vợt                   | Xếp hạng1 | Hạt giống |
| -------- | ------------------------- | --------- | --------- |
| CHN      | Zheng Qinwen              | 52        | 1         |
| SVK      | Anna Karolína Schmiedlová | 84        | 2         |
| FRA      | Clara Burel               | 95        | 3         |
| SWE      | Rebecca Peterson          | 96        | 4         |
| HUN      | Panna Udvardy             | 100       | 5         |
| USA      | Lauren Davis              | 102       | 6         |
| JPN      | Misaki Doi                | 108       | 7         |
|          | Kamilla Rakhimova         | 109       | 8         |

- 1 Bảng xếp hạng vào ngày 27 tháng 6 năm 2022.

### Vận động viên khác
Đặc cách:
- Jacqueline Cabaj Awad
- Caijsa Hennemann
- Kajsa Rinaldo Persson
- Lisa Zaar

Bảo toàn thứ hạng:
- Varvara Flink

Thay thế:
- Peangtarn Plipuech
- Olivia Tjandramulia

### Rút lui
Trước giải đấu
- Kateryna Baindl → thay thế bởi  Malene Helgø
- Magdalena Fręch → thay thế bởi  Grace Min
- Anna Kalinskaya → thay thế bởi  Jang Su-jeong
- Katarzyna Kawa → thay thế bởi  Renata Zarazúa
- Marta Kostyuk → thay thế bởi  Anastasia Kulikova
- Danka Kovinić → thay thế bởi  Valentini Grammatikopoulou
- Aleksandra Krunić → thay thế bởi  Katarina Zavatska
- Claire Liu → thay thế bởi  Louisa Chirico → thay thế bởi  Peangtarn Plipuech
- Nuria Párrizas Díaz → thay thế bởi  İpek Öz
- Zheng Qinwen → thay thế bởi  Olivia Tjandramulia

## Nội dung đôi WTA

### Hạt giống
| Quốc gia | Tay vợt          | Quốc gia | Tay vợt             | Xếp hạng1 | Hạt giống |
| -------- | ---------------- | -------- | ------------------- | --------- | --------- |
| JPN      | Miyu Kato        | INA      | Aldila Sutjiadi     | 163       | 1         |
| USA      | Ingrid Neel      | THA      | Peangtarn Plipuech  | 214       | 2         |
| HUN      | Panna Udvardy    | CZE      | Renata Voráčová     | 224       | 3         |
| CZE      | Anastasia Dețiuc | CZE      | Miriam Kolodziejová | 289       | 4         |

- 1 Bảng xếp hạng vào ngày 27 tháng 6 năm 2022.

### Vận động viên khác
Đặc cách:
- Kajsa Rinaldo Persson /  Lisa Zaar

## Nhà vô địch

### Đơn nam
- Francisco Cerúndolo đánh bại  Sebastián Báez, 7–6(7–4), 6–2

### Đơn nữ
- Jang Su-jeong đánh bại  Rebeka Masarova 3–6, 6–3, 6–1

### Đôi nam
- Rafael Matos /  David Vega Hernández đánh bại  Simone Bolelli /  Fabio Fognini, 6–4, 3–6, [13–11]

### Đôi nữ
- Misaki Doi /  Rebecca Peterson đánh bại  Mihaela Buzărnescu /  Irina Khromacheva, bỏ cuộc trước trận đấu